# 金烈
金烈（1940年7月—），男，汉族，浙江绍兴人，中华人民共和国政治人物，曾任重庆市人大常委会副主任、党组书记。